# Mefjärd
Mefjärd är en ö i Haninge kommun belägen strax öster om Ornö i Stockholms södra skärgård. Ön har varit bebodd i över 300 år men den nuvarande bebyggelsen med fritidshus uppstod först efter 1950 då en styckningsplan godkändes som innebar att ön kunde bebyggas med fritidshus.
Kring Mefjärd finns fler mindre öar, bland annat Notholmen, Lilla och Stora Penningskär och Krokholmen. År 2010 fanns det 83 tomter på Mefjärd och de kringliggande mindre öarna. Fastighetsägarna är organiserade i Mefjärds Sportstugeförening som bildades 1952. Ön trafikeras av Waxholmsbolaget.

## Bilder

Mefjärd och Notholmen sommaren 2009.
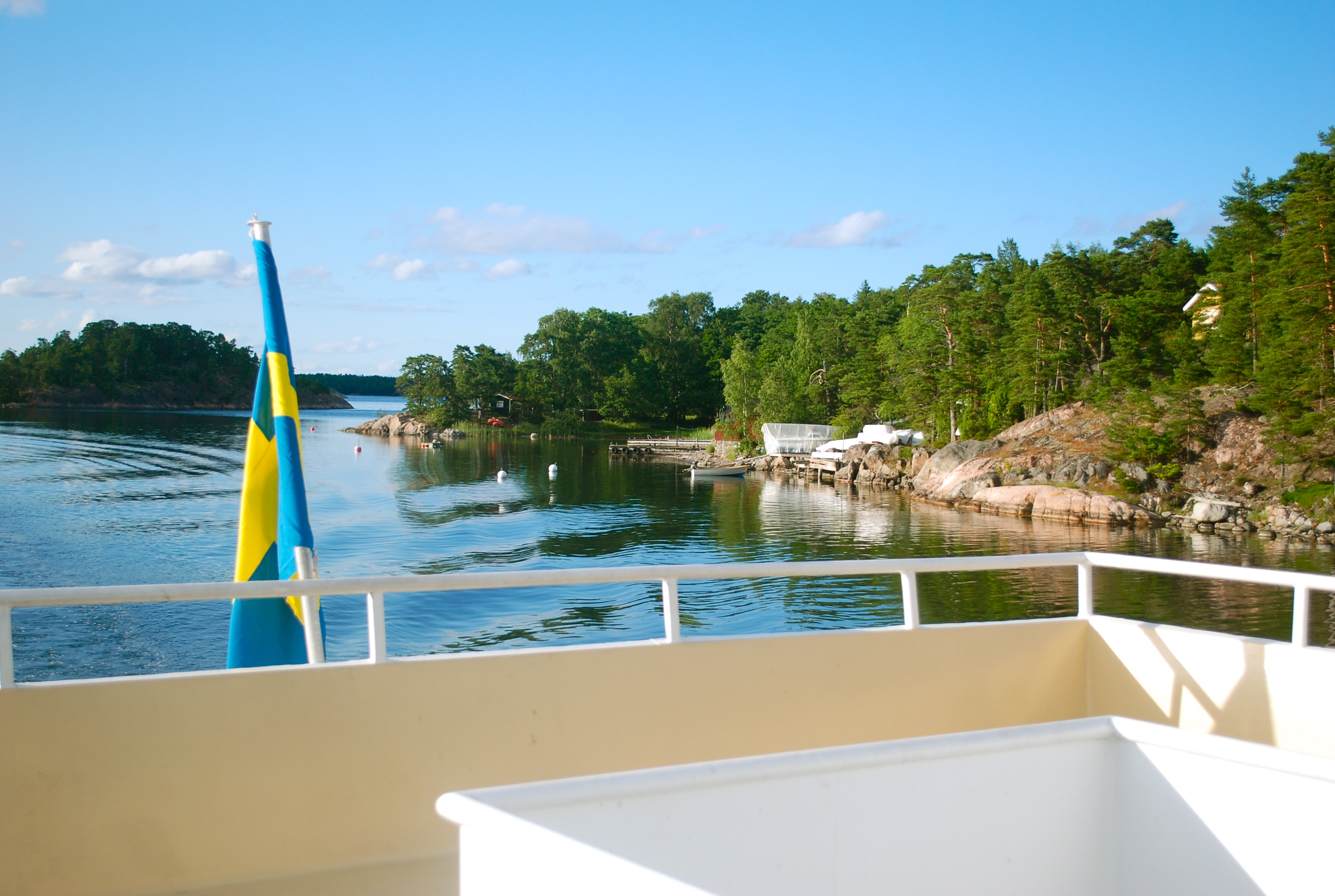
Mefjärd.
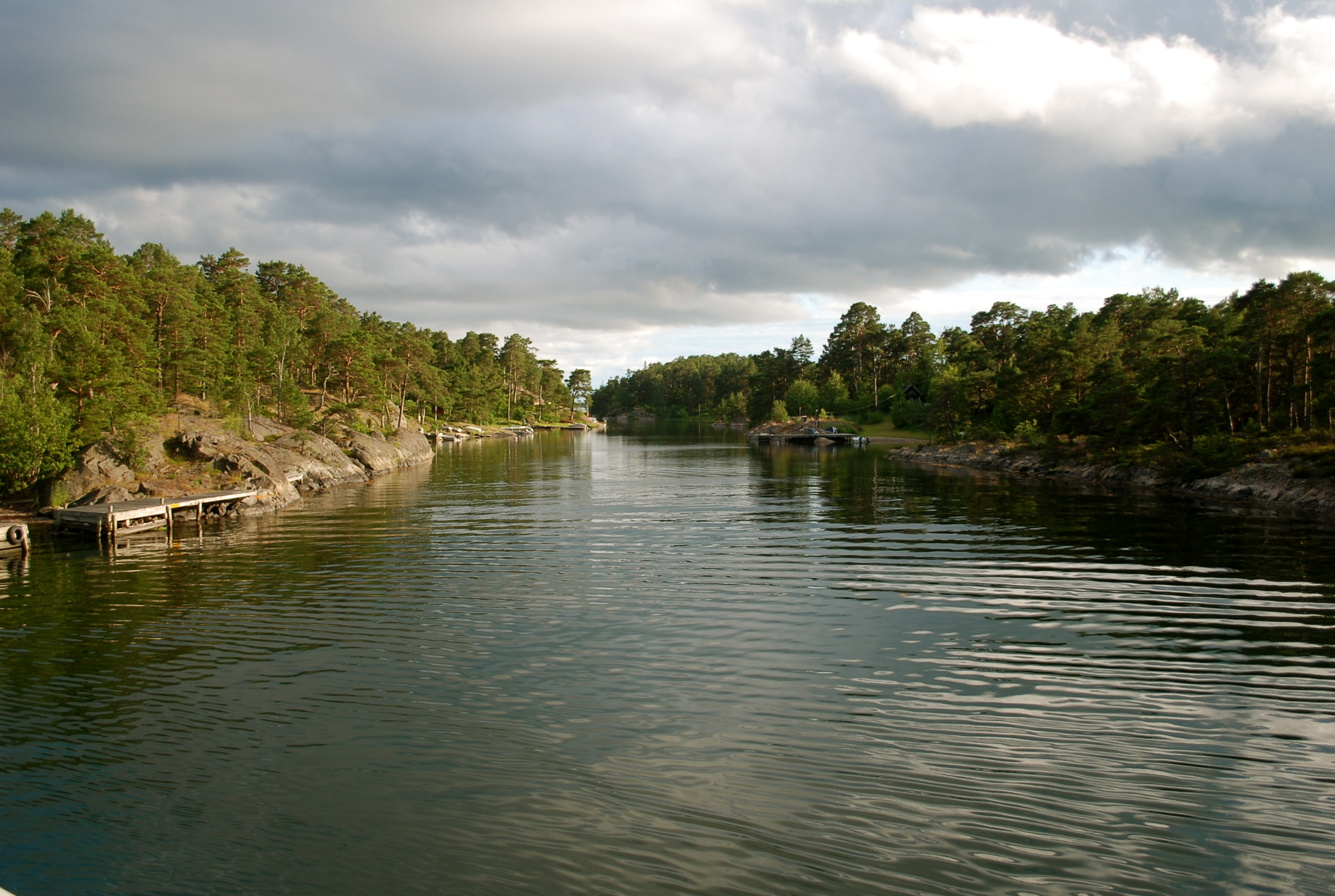
Sundet mellan Mefjärd (vänster) och Notholmen.
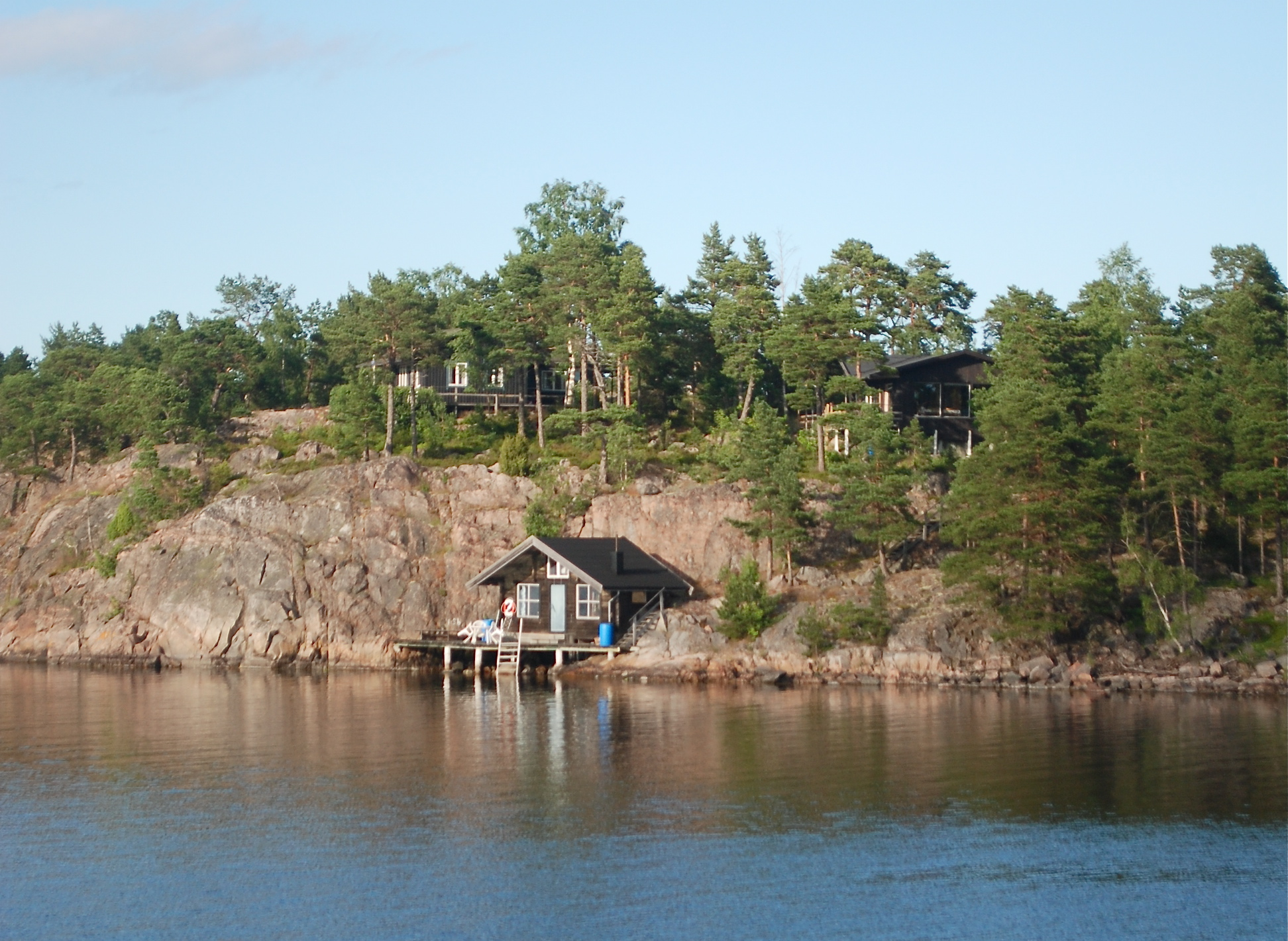
Fritidshus vid Notholmens västra strand.